# Bass Sultan Hengzt

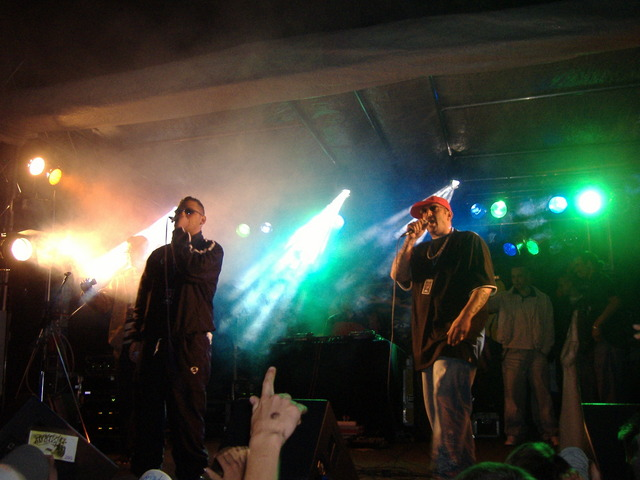
Bass Sultan Hengzt (links) und MOK live (2006)

Bass Sultan Hengzt (* 14. August 1981 in West-Berlin; bürgerlich Fabio Ferzan Cataldi) ist ein deutscher Rapper italienisch-türkischer Abstammung aus Berlin. Seit 2012 verwendet er vermehrt den Künstlernamen B.S.H.

## Herkunft des Künstlernamens
Cataldi, dessen Familie mütterlicherseits ursprünglich aus der Türkei, väterlicherseits aus Italien stammt, wuchs im Berliner Stadtteil Lichterfelde auf. Er startete seine Rap-Karriere beim Berliner Untergrundlabel Bassboxxx. Daher stammt seiner Aussage in der Zeitschrift Juice nach auch sein Name: Bass für Bassboxxx, einem der ersten Berliner Labels, „Sultan so wie Bigboss“, „Hengzt soll die italienische Seite darstellen – Italian Stallion.“ Seine beiden Brüder sind ebenfalls als Rapper aktiv, sein älterer unter dem Pseudonym Mr. Long, sein jüngerer als Gino Cazino. Mr. Long veröffentlichte ebenfalls Rap-Aufnahmen über das Label Amstaff.

## Biografie
Zusammen mit Bushido und King Orgasmus One rappte Bass Sultan Hengzt als BMW (Berlins Most Wanted) auf I Luv Money Records. Im Jahre 2003 kam sein Album „Rap braucht kein Abitur“ auf den Markt, welches am 29. Januar 2005 indiziert wurde.  Außerdem erschien ein Album mit MC Bogy, „Von Bezirk zu Bezirk“.
Nachdem Bushido seine eigene Plattenfirma ersguterjunge beim Major Urban/Universal eröffnete, veröffentlichte Bass Sultan Hengzt dort ein Soloalbum mit dem Titel „Rap braucht immer noch kein Abitur“. Nach eigenen Angaben habe Hengzt keinen Künstlervertrag bei ersguterjunge gehabt. 
Nach seinem Ausstieg bei ersguterjunge spielte Hengzt ein Lied mit Bushidos ehemaligem Freund und damaligen Konkurrenten Fler ein („Pass Auf“). Am 23. Oktober 2005 wurde eine Stellungnahme in Form eines Liedes veröffentlicht. Darin gibt Bass Sultan Hengzt Bushido die Schuld für seinen Ausstieg, dieser habe Angst davor von ihm übertroffen zu werden, außerdem sähe er alle seine Freunde als Konkurrenten.
Im Februar 2006 wurde die Deutschlandtour der Bloodhound Gang von Sultan Hengzt zusammen mit seinen Kollegen Automatikk, Mr. Long und Frauenarzt als Vorgruppe begleitet. Nach Ausschreitungen in Leipzig zwischen ihm und BHG-Fans wurde die Zusammenarbeit jedoch gekündigt.
Seitdem Bass Sultan Hengzt ersguterjunge verlassen hat, steht er den Rappern um Aggro Berlin sehr nahe. So gab es Features von Fler und Sido auf seinem dritten Soloalbum Berliner Schnauze. Hengzt war auch als Feature auf der Aggro Ansage Nr. 5 von Aggro Berlin vertreten. Der gemeinsame Song Schlampe von Hengzt und Fler war einer der Gründe für die Indizierung des Samplers.
Sein drittes Soloalbum Berliner Schnauze erschien Anfang 2006 bei Amstaff-Murderbass, eine extra zu diesem Zweck gegründete Kooperation von Amstaff Muzx und Murderbass, der Produktionsfirma um DJ Ilan. Als Singles wurden die Songs Berliner Schnauze und Millionär ausgekoppelt.
Das Album ist persönlicher als die anderen und fällt durch die Zusammenarbeit mit Afrob („Fick ihn“) und J-Luv („Kennst du mich noch“) auf. Weitere Gastparts kommen von Sido, Fler, Godsilla, den Labelkollegen Automatikk, King Orgasmus One, Bo$$bitch Berlin & DJ Devin. Produziert wurde das Album größtenteils vom Berliner Produzenten Ilan. Die Beathoavenz, Paul NZA & Killian, DJ Desue und DJ Rocky lieferten weitere Beats für den Tonträger.
Im Juni 2006 waren Bass Sultan Hengzt und seine Crew als Vorgruppe von 50 Cent auf diversen Konzerten in Deutschland auf Tour.
Am 28. August war Hengzt als Co-Moderator in der MTV-Show Urban TRL zu Gast. Nachdem der Rapper bereits in den beiden vorherigen Wochen Platz 1 der TRL Most Wanted erreicht hatte, konnte er am 28. August ebenfalls die Höchstplatzierung der Sendung belegen.
Am 14. September 2007 ist Hengzts viertes Soloalbum Der Schmetterlingseffekt erschienen. Als erste Singleauskopplung erschien am 31. August das Lied Schmetterlingseffekt. Das Album enthält Features von unter anderem Automatikk, King Orgasmus One, Sido und Xavier Naidoo. Bass Sultan Hengzt bedient sich auf diesem Album persönlicher Themen und geht weg vom reinen Battle-Rap. Die problematischen Texte, die weiterhin im alten Stil gehalten sind, wurden im Booklet nicht abgedruckt.
Bass Sultan Hengzt äußerte in einem Interview, dass er sich nach diesem Album Der Schmetterlingseffekt vom rappen abwenden würde, da dies nach eigener Aussage zu leicht sei. Er werde sich einer anderen musikalischen Richtung zuwenden. Nach einigen Demoaufnahmen mit der Rockband Poprockz kehrte er jedoch im Mai 2009 mit seinem Album Zahltag zurück ins Rapgeschäft. Bereits im Vorfeld veröffentlichte er den Bushido-Diss-Song Exguterjunge auf YouTube. Im Dezember 2009 wurde sein fünftes Album Zahltag indiziert.
Am 4. April 2014 erschien Bass Sultan Hengzts sechstes Soloalbum Endlich erwachsen. Das Album wurde größtenteils von Serk produziert.
Zwischen Februar und April 2014 unterstützte B.S.H Sido auf dessen Tour durch den deutschsprachigen Raum.
Hengzts siebtes Soloalbum Musik wegen Weibaz wurde am 15. Mai 2015 veröffentlicht. Am 24. Februar 2017 folgte sein achtes Album 2ahltag: Riot.
Im Januar 2021 gab Fler bekannt, dass Bass Sultan Hengzt bei seinem Label Maskulin unterschrieben hat.

### Bewaffneter Angriff auf Hengzt
Am 6. Februar 2008 wurde Bass Sultan Hengzt von einer Stalkerin mit einem Messer attackiert. Der sich in Berlin-Schöneberg ereignete Angriff konnte von einem Begleiter des Rappers abgewehrt werden. Nach Eintreffen der Polizei wurden fälschlicherweise Bass Sultan Hengzt und dessen zwei Begleiter festgenommen. Diese verbrachten anschließend die Nacht in einer Gefangenensammelstelle.

### Initiative gegen Gewalt
Der Rapper Bass Sultan Hengzt unterstützte die Initiative Stopp Tokat. Diese ist eine Netzwerkinitiative, die die Verringerung von Raubüberfällen und Gewalttaten in Berlin-Kreuzberg als Ziel hat. Migrantenverbände und Prominente wie Murat Topal haben sich bereits den Zielen von Stopp Tokat verpflichtet. Tokat ist ein türkischer Begriff und bedeutet übersetzt Ohrfeige oder Abziehen. Die Partner im Netzwerk werden unter anderem Diskussionsrunden an Schulen in Berlin-Kreuzberg führen.

### Mode
Neben seiner Rapkarriere besitzt Bass Sultan Hengzt auch noch zwei Modelabels: Who Shot Ya? und AMSTAFF. Hauptsächlich werden beide Marken über DefShop vertrieben, wo auch andere Rapper, zum Beispiel Fler oder Kollegah, ihre Marken vertreiben. AMSTAFF hat Hengzt mit seinem Bruder gegründet, sie sind immer noch Inhaber der GmbH. Die Rechte an der von The Notorious B.I.G. inspirierten Marke Who Shot Ya? hat Hengzt an DefShop verkauft.

## Diskografie
Studioalben

| Jahr | Titel                              | Höchstplatzierung, Gesamtwochen, AuszeichnungChartplatzierungen (Jahr, Titel, Platzierungen, Wochen, Auszeichnungen, Anmerkungen) | Höchstplatzierung, Gesamtwochen, AuszeichnungChartplatzierungen (Jahr, Titel, Platzierungen, Wochen, Auszeichnungen, Anmerkungen) | Höchstplatzierung, Gesamtwochen, AuszeichnungChartplatzierungen (Jahr, Titel, Platzierungen, Wochen, Auszeichnungen, Anmerkungen) | Anmerkungen                                                    |
| Jahr | Titel                              | DE | AT | CH | Anmerkungen                                                    |
| ---- | ---------------------------------- | --- | --- | --- | -------------------------------------------------------------- |
| 2003 | Rap braucht kein Abitur            | — | — | — | Erstveröffentlichung: 2003 indiziert                           |
| 2005 | Rap braucht immer noch kein Abitur | DE74 (1 Wo.)DE | — | — | Erstveröffentlichung: 9. Mai 2005 ca. 8.000 Einheiten verkauft |
| 2006 | Berliner Schnauze                  | DE28 (9 Wo.)DE | — | — | Erstveröffentlichung: 3. März 2006 indiziert                   |
| 2007 | Der Schmetterlingseffekt           | DE29 (2 Wo.)DE | — | — | Erstveröffentlichung: 14. September 2007 indiziert             |
| 2009 | Zahltag                            | DE33 (1 Wo.)DE | — | CH56 (1 Wo.)CH | Erstveröffentlichung: 8. Mai 2009 indiziert                    |
| 2014 | Endlich erwachsen                  | DE3 (3 Wo.)DE | AT6 (2 Wo.)AT | CH26 (1 Wo.)CH | Erstveröffentlichung: 18. April 2014                           |
| 2015 | Musik wegen Weibaz                 | DE18 (1 Wo.)DE | AT45 (1 Wo.)AT | CH72 (1 Wo.)CH | Erstveröffentlichung: 15. Mai 2015                             |
| 2017 | 2ahltag: Riot                      | DE5 (2 Wo.)DE | AT9 (1 Wo.)AT | CH15 (2 Wo.)CH | Erstveröffentlichung: 24. Februar 2017                         |
| 2019 | Bester Mann                        | DE21 (1 Wo.)DE | — | CH58 (1 Wo.)CH | Erstveröffentlichung: 25. Januar 2019                          |
| 2020 | Macho                              | DE27 (1 Wo.)DE | — | — | Erstveröffentlichung: 18. September 2020                       |
| 2021 | Ketten raus Kragen hoch            | DE80 (1 Wo.)DE | AT45 (1 Wo.)AT | CH39 (1 Wo.)CH | Erstveröffentlichung: 18. Juni 2021                            |